# Hemfjällstangen

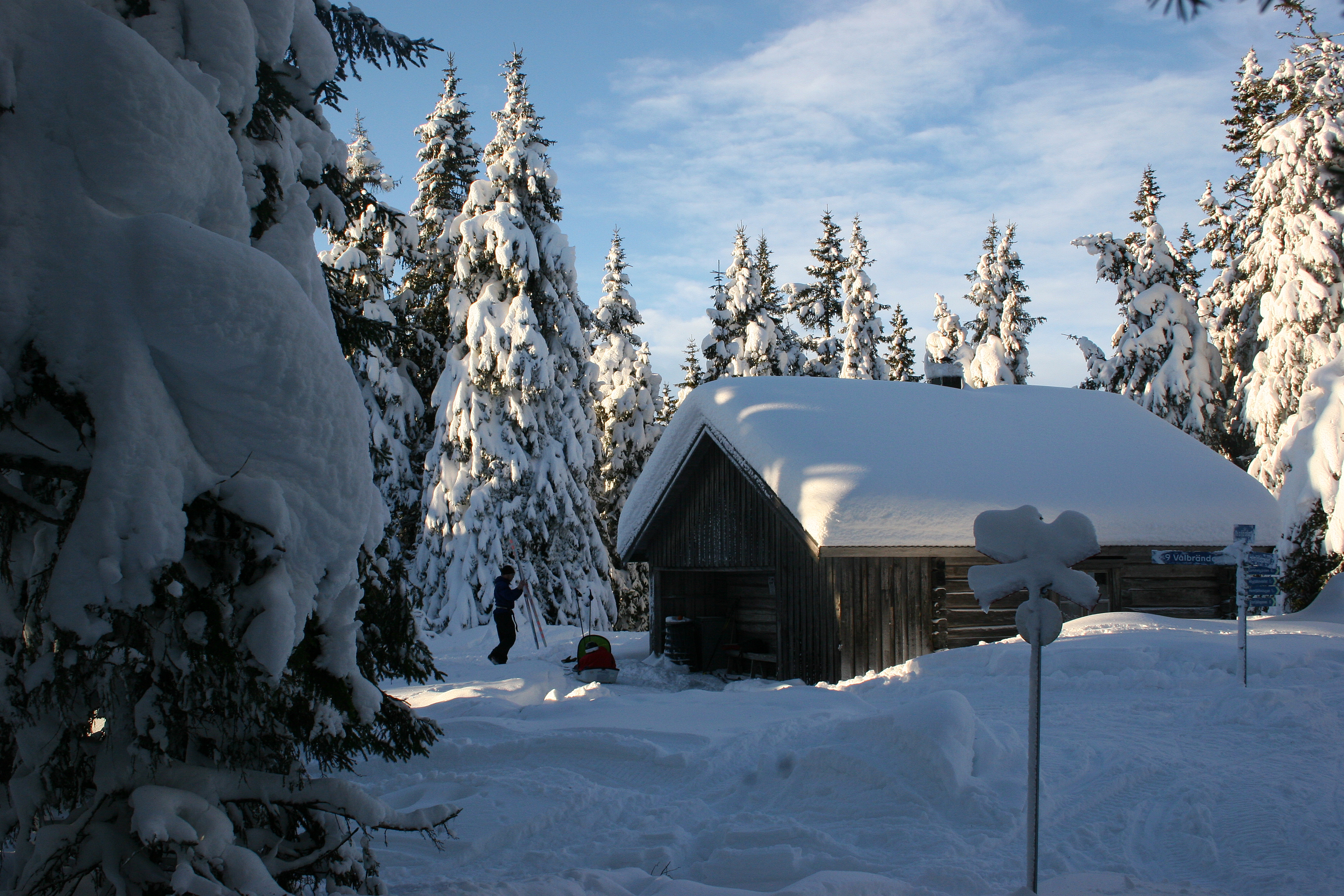
Mellanfjällstugan, en obemannad raststuga i Transtrandsfjällen

Hemfjällstangen är ett stugområde på Gammelsäterfjället i södra delen av i Sälenfjällen i landskapet Dalarna.
Hemfjällstangens stugområde består av ca 235 stugor. De flesta husen är byggda i mitten av 1960-talet. Längst upp i området ut på kalfjället utgår rösade leder både för skidåkare på vinter och för vandring sommartid. Härifrån kan man nå ett flertal raststugor ute på kalfjället, Hemfjällstugan, Storfjällsgraven och Mellanfjällstugan.
I området ligger Gammelsätersfjällets fjällkyrka och Credos Fjällgård.